# Epizoanthus
Epizoanthus es un género de animales marinos que pertenecen al orden Zoantharia de la clase Anthozoa.
El género contiene especies mayoritariamente coloniales comúnmente halladas en diversos ecosistemas marinos, desde aguas superficiales a grandes profundidades, y desde especies de vida libre hasta simbióticas con otros organismos, como cangrejos hermitaños, bivalvos, gusanos eunicidos o ciertas esponjas. 

## Especies
El Registro Mundial de Especies Marinas reconoce las siguientes especies en el género:
| - Epizoanthus abyssorum Verrill, 1885 - Epizoanthus ameilictus Pax, 1952 - Epizoanthus amerimnus Pax, 1952 - Epizoanthus angolensis Pax, 1952 - Epizoanthus arcticus Danielssen, 1890 - Epizoanthus arenaceus (Delle Chiaje, 1823) - Epizoanthus armatus Carlgren, 1923 - Epizoanthus auronitens Pax & Muller, 1956 - Epizoanthus balanorum (Lwowsky, 1913) - Epizoanthus barlesi Carlgren, 1945 - Epizoanthus beerenislandicus Carlgren, 1913 - Epizoanthus beriber Kise & Reimer, 2016 - Epizoanthus bursiformis Pei, 1998 - Epizoanthus cancrisocius Martens, 1876 - Epizoanthus carcinophilus Carlgren, 1923 - Epizoanthus chuni Carlgren, 1923 - Epizoanthus couchii (Johnston in Couch, 1844) - Epizoanthus crassus Verrill, 1869 - Epizoanthus danielsseni Carlgren, 1913 - Epizoanthus denudatus Pax, 1957 - Epizoanthus dysgnostus Pax, 1951 - Epizoanthus egeriae Haddon & Duerden, 1896 - Epizoanthus ellisii Pax, 1957 - Epizoanthus elongatus Verrill, 1869 - Epizoanthus erdmanni (Danielssen, 1890) - Epizoanthus eupaguri Haddon & Shackleton, 1891 - Epizoanthus fatuus (Schultze, 1860) - Epizoanthus fiordicus Sinniger & Haussermann, 2009 - Epizoanthus frenzeli Pax, 1937 - Epizoanthus gabrieli Carlgren, 1951 - Epizoanthus giveni Philipp & Fautin, 2009 - Epizoanthus glacialis Danielssen, 1890 - Epizoanthus haliclystus Pax, 1951 - Epizoanthus haliplactus Pax, 1952 - Epizoanthus hians McMurrich, 1898 - Epizoanthus hirondelli Jourdan, 1891 - Epizoanthus humilis Verrill, 1869 - Epizoanthus illoricatus Tischbierek, 1930 - Epizoanthus inazuma Kise & Reimer, 2016 - Epizoanthus incrustatus (Düben & Koren, 1847) - Epizoanthus indicus (Lwowsky, 1913) - Epizoanthus induratum Cutress & Pequenat, 1960 | - Epizoanthus jingxingensis Pei, 1998 - Epizoanthus karenae Philipp & Fautin, 2009 - Epizoanthus koreni Carlgren, 1913 - Epizoanthus leptoderma Cutress & Pequenat, 1960 - Epizoanthus liguricus Pax & Muller, 1957 - Epizoanthus lindahli Carlgren, 1913 - Epizoanthus lobatus Pax, 1957 - Epizoanthus longiceps (Lwowsky, 1913) - Epizoanthus macintoshi Haddon & Shackleton, 1891 - Epizoanthus marioni Pax & Muller, 1957 - Epizoanthus martinsae Carreiro-Silva, Ocaña, Stanković, Sampaio, Porteiro, Fabri & Stefanni, 2017 - Epizoanthus mediterraneus Carlgren, 1935 - Epizoanthus michaelsarsi Carlgren, 1923 - Epizoanthus mortenseni Carlgren, 1934 - Epizoanthus norvegicus (Koren & Danielssen, 1877) - Epizoanthus oliveri Stuckey, 1914 - Epizoanthus paguricola Roule, 1900 - Epizoanthus paguriphilus Verrill, 1883 - Epizoanthus papillosus Johnston, 1842 - Epizoanthus parasiticus (Verrill, 1864) - Epizoanthus paxii Abel, 1955 - Epizoanthus planus Carlgren, 1923 - Epizoanthus ramosus Carlgren, 1936 - Epizoanthus rodmani Philipp & Fautin, 2009 - Epizoanthus roseus Danielssen, 1890 - Epizoanthus rubricornis (Holdsworth, 1861) - Epizoanthus sabulosus Cutress, 1971 - Epizoanthus sagaminensis Balss, 1924 - Epizoanthus scotinus Wood, 1957 - Epizoanthus senegambiensis (Carter, 1882) - Epizoanthus stellaris Hertwig, 1888 - Epizoanthus steueri Pax, 1937 - Epizoanthus studeri Carlgren, 1923 - Epizoanthus tergestinus Pax, 1937 - Epizoanthus thalamophilus Hertwig, 1888 - Epizoanthus tubae Carlgren, 1938 - Epizoanthus univittatus (Lorenz, 1860) - Epizoanthus vagus Herberts, 1972 - Epizoanthus valdivae Carlgren, 1923 - Epizoanthus vatovai Pax & Lochter, 1935 - Epizoanthus wrightii Haddon & Shackleton, 1891 |

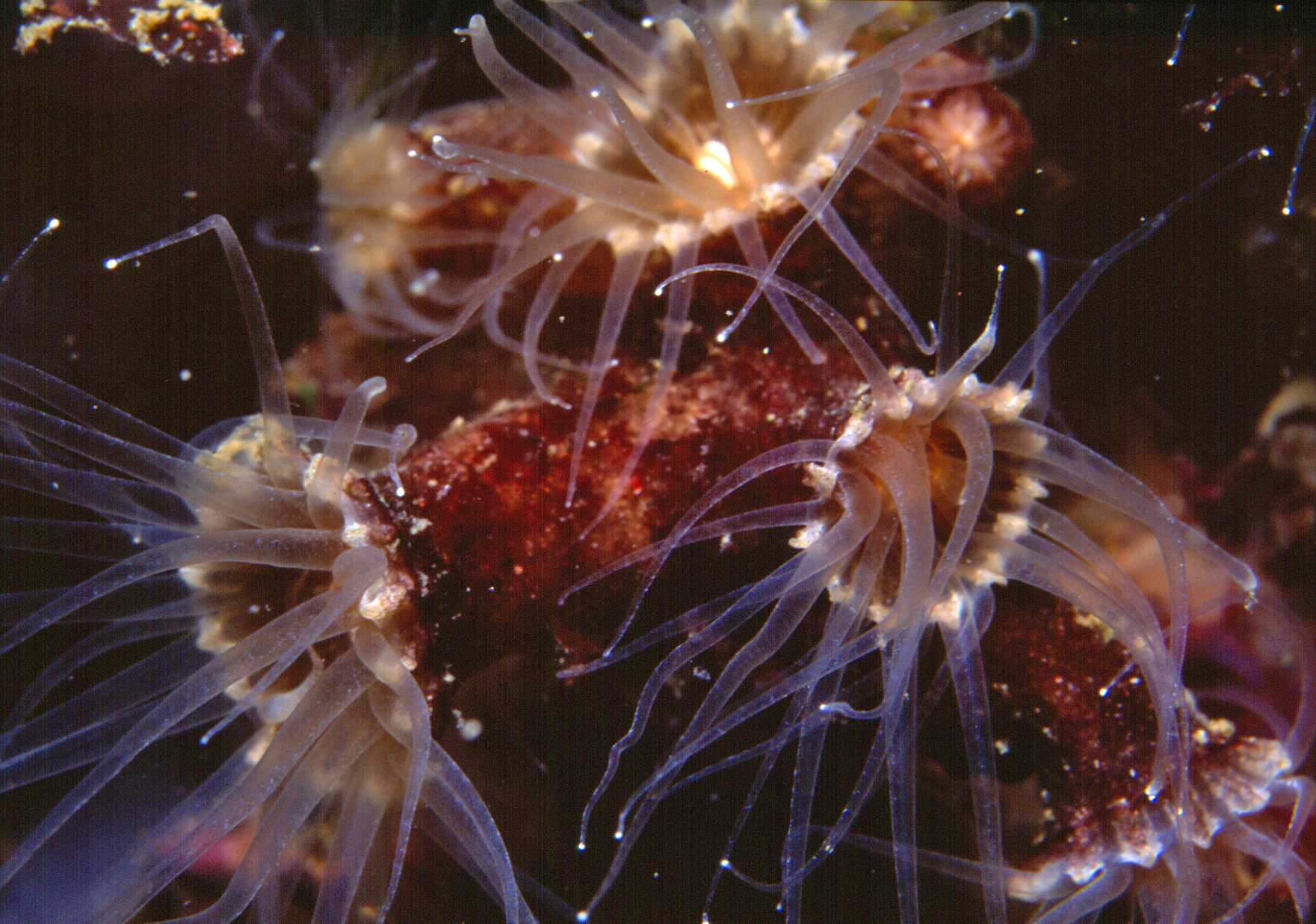
Epizoanthus arenaceus
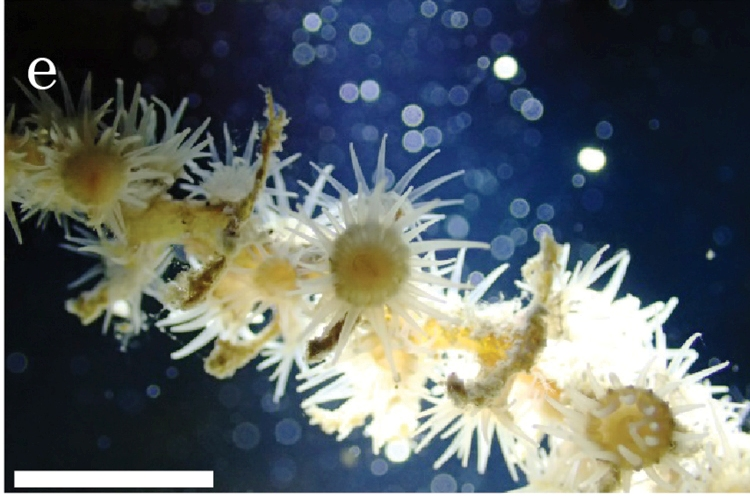
Epizoanthus beriber
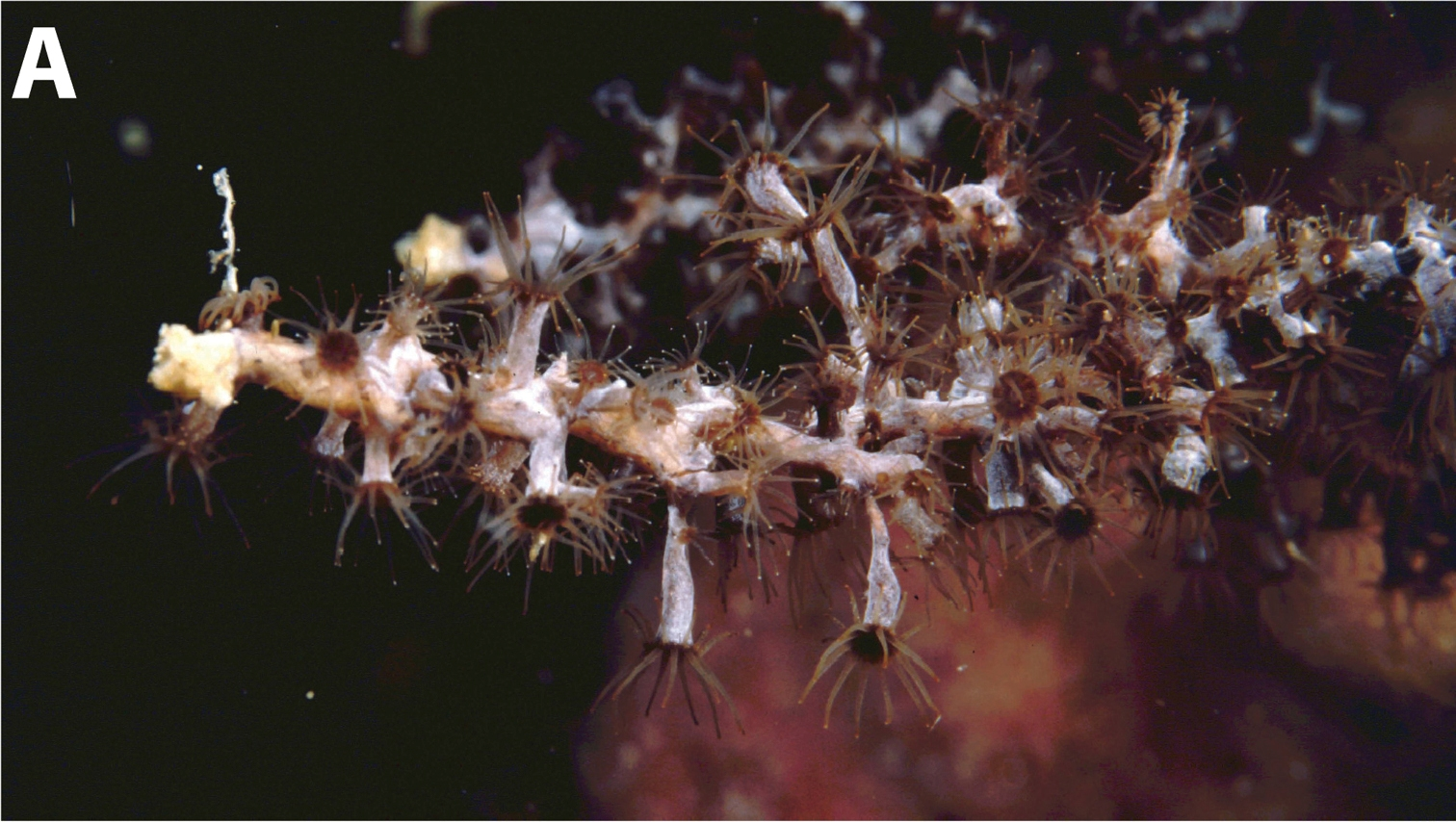
Epizoanthus illoricatus
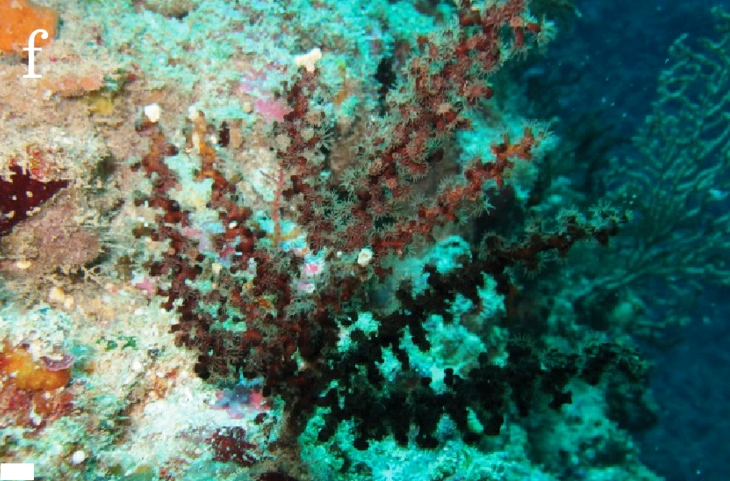
Epizoanthus inazuma

## Morfología
Forman colonias de pólipos unidos por un fino cenénquima, o tejido común, frecuentemente de entre 0.2 y 0.6 cm de diámetro, y entre 0.3 y 1.0 cm de altura. El disco oral está rodeado por entre 24 y 36 tentáculos. Sus especies tienen una estructura similar a la de la anémona marina, con la característica de tener un músculo simple del esfínter de la mesoglea.
El color de los tentáculos puede ser transparente, blanco, marrón, amarillo o rojo.

## Hábitat y distribución
Ocurren en zonas arenosas, grietas y agujeros de rocas parcialmente expuestos a la luz, también en zonas de fuertes corrientes y sedimentación. Algunas especies ocurren en relación simbiótica con otros organismos, como cangrejos hermitaños, bivalvos, gusanos eunicidos o ciertas esponjas. 
Su rango de profundidad es entre 0.5 y 4375 m, y su rango de temperatura entre -0.82 y 27.58 °C.
La distribución es cosmopolita, en todos los océanos, tanto en aguas frías, como templadas y tropicales.